# Melissoptila sertanicola
Melissoptila sertanicola är en biart som beskrevs av Urban 1998. Melissoptila sertanicola ingår i släktet Melissoptila och familjen långtungebin. Inga underarter finns listade i Catalogue of Life.